# Le Masque de la mort rouge
Pour les articles homonymes, voir Le Masque de la mort rouge (homonymie).
Le Masque de la mort rouge (The Masque of the Red Death) est une nouvelle d'Edgar Allan Poe publiée pour la première fois en mai 1842 dans le Graham's Lady's and Gentleman's Magazine sous le titre The Mask of the Red Death, avec le sous-titre A Fantasy. Une version révisée est parue le 19 juillet 1845 dans le Broadway Journal sous son titre définitif.
La nouvelle se situe dans la tradition du roman gothique et a souvent été analysée comme une allégorie sur l'inéluctabilité de la mort, bien que d'autres interprétations aient été faites.
Traduite en français par Charles Baudelaire, elle fait partie du recueil Nouvelles histoires extraordinaires.

## Résumé
L'histoire se situe dans une abbaye fortifiée, dans laquelle le prince Prospero s'est enfermé, avec mille de ses courtisans, afin de fuir l'épidémie foudroyante de la « Mort Rouge », terrible fléau qui frappe le pays. Indifférents aux malheurs des populations frappées par la maladie, ils mènent alors une vie parsemée de vices et de plaisirs en toute sécurité derrière les murs de l'abbaye.
Une nuit, Prospero organise un bal masqué dans sept pièces de l'abbaye, décorées et illuminées chacune d'une couleur différente : bleu, pourpre, vert, orange, blanc, violet. La dernière est tapissée de noir et éclairée par une lumière rouge sang. Il inspire une si grande crainte aux invités que rares sont ceux qui osent s'y aventurer. Il s'y trouve une grande horloge d'ébène qui sonne sinistrement à chaque heure ; alors, chacun arrête de parler et l'orchestre cesse de jouer.
Durant la soirée, Prospero remarque une figure dans une robe qui ressemble à un linceul, avec un masque semblable au crâne dépeignant une victime de la Mort Rouge. Se sentant gravement insulté, Prospero exige qu'on lui donne l'identité de l'invité mystérieux et ordonne également que l'on s'empare de l'individu. Mais, comme nul n'ose obéir, il tire un poignard et le poursuit à travers les sept pièces. Quand il arrive dans la septième pièce, le mystérieux personnage se retourne et fait face à Prospero, qui s'effondre, mort. Les courtisans, horrifiés et furieux, se jettent sur l'inconnu et lui arrachent son masque, mais ils découvrent que le costume est vide. Tous comprennent qu'il s'agit de la Mort Rouge elle-même et ils meurent les uns après les autres. Les sols des chambres sont remplis de sang et l'horloge s'arrête de sonner.

## Analyse

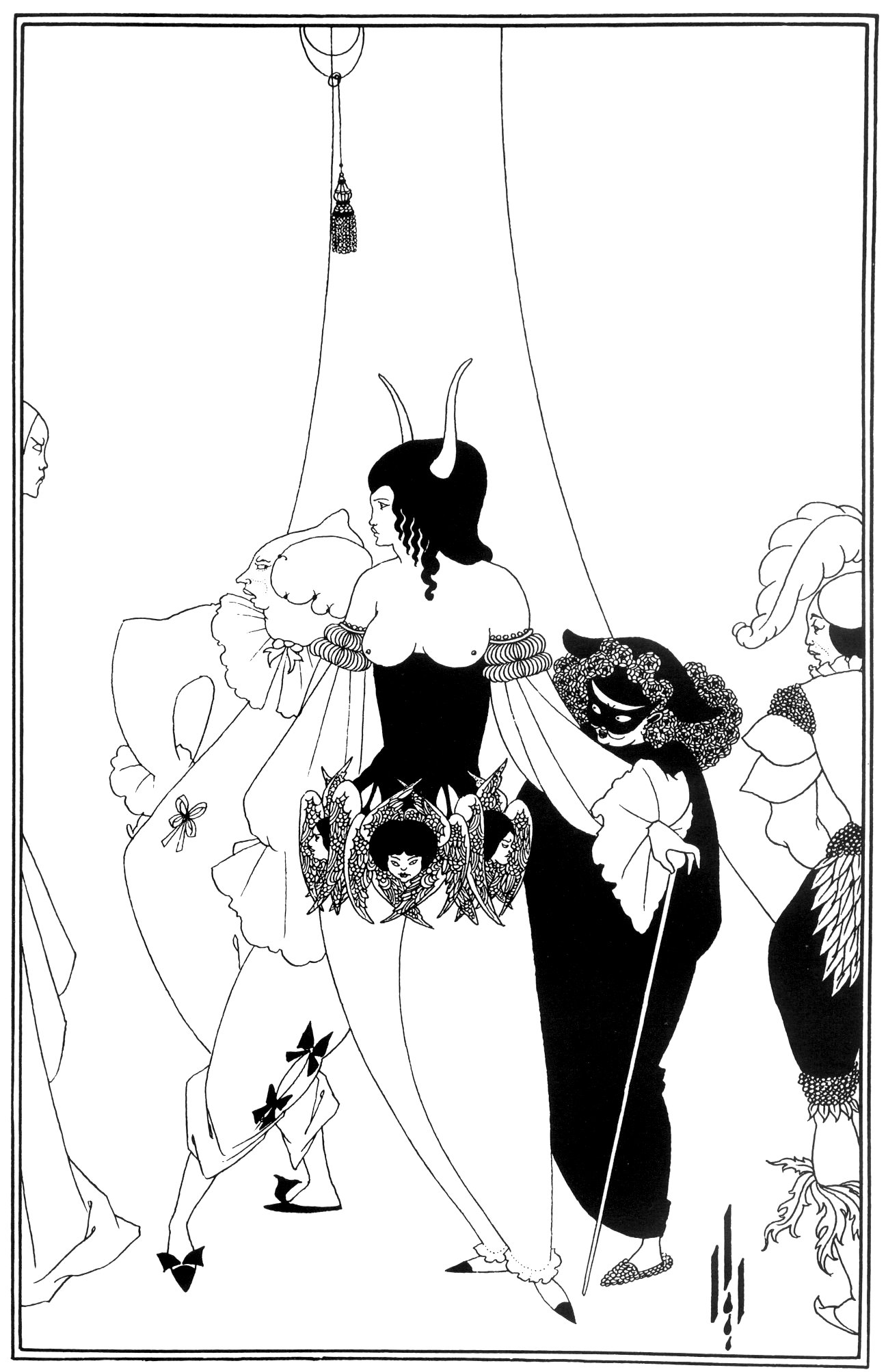
Illustration d'Aubrey Beardsley (1894-1895).

Dans Le Masque de la mort rouge, Poe adopte plusieurs conventions du roman gothique traditionnel, notamment le cadre de l'intrigue (une abbaye médiévale fortifiée). Les différentes pièces décorées dans une couleur unique ont été vues comme des représentations de l'esprit humain, indiquant différents types de personnalités. L'imagerie du sang et du temps est associée au domaine corporel alors que l'épidémie peut représenter les attributs typiques de la vie et de la mortalité. Ceci implique que toute l'histoire est une allégorie à propos des vaines tentatives de l'être humain pour conjurer la mort, interprétation qui est communément acceptée. Toutefois, certains analystes de l'œuvre de Poe la contestent et soutiennent que la nouvelle n'est pas allégorique, s'appuyant en cela sur le mépris du didactisme en littérature affiché par Poe. Si l'histoire a vraiment une morale, Poe n'établit pas explicitement quelle est cette morale. La nouvelle pourrait donc aussi traiter du thème de la vengeance, imaginée par Poe d'après ses observations des distinctions des classes sociales et sublimée par ses propres frustrations, où les riches indifférents subissent le sort qu'ils « méritent ». Le narrateur omniscient du récit présente l'arrivée de la Mort Rouge de façon impassible, comme une conséquence logique de la dépravation morale.
Le sang, mis en avant dans l'histoire à travers la couleur rouge, représente à la fois la vie et la mort. La figure masquée, qui n'est jamais explicitement désignée comme la Mort Rouge elle-même mais seulement comme un invité costumé, fait en effet son apparition dans la pièce décorée en bleu, couleur souvent associée avec la naissance. Bien que l'abbaye fortifiée ait pour fonction de préserver ses habitants de l'épidémie, elle est en fait un élément oppressant. Sa conception à la façon d'un labyrinthe et ses fenêtres grandes et étroites deviennent presque burlesques dans la pièce noire, tellement oppressante « que bien peu de danseurs se sentaient le courage de mettre les pieds dans son enceinte magique ». De plus, l'abbaye est censée être un espace clos et impénétrable mais l'étranger en costume de Mort Rouge s'y introduit aisément, suggérant que le contrôle est une illusion. 
Comme nombre de récits de Poe, Le Masque de la mort rouge peut également être vu de façon autobiographique. De ce point de vue, le prince Prospero représente Poe, un riche jeune homme faisant partie d'une famille distinguée comme l'étaient les parents adoptifs de Poe. Suivant cette interprétation, Poe cherche à se protéger des dangers du monde extérieur, et son portrait de lui-même comme la seule personne voulant se confronter à l'étranger est emblématique de la propension de l'écrivain à se précipiter dans les ennuis.
La maladie appelée « mort Rouge »  est fictive. Poe la décrit comme causant « des douleurs aigües, un vertige soudain, et puis un suintement abondant par les pores, et la dissolution de l'être » avec comme symptôme « des taches pourpres… sur le visage de la victime », et entraînant la mort en une demi-heure. Il est probable que cette maladie soit inspirée par la tuberculose puisque l'épouse de Poe, Virginia, en souffrait au moment où la nouvelle a été écrite. Poe, tout comme le personnage du prince Prospero, tente d'ignorer l'issue fatale de cette maladie, qui a déjà emporté sa mère et son frère. Mais la Mort Rouge peut aussi faire référence au choléra, Poe ayant été témoin d'une épidémie de cette maladie à Baltimore en 1831. D'autres analystes ont suggéré qu'il s'agissait en fait de la peste bubonique (représentant plus particulièrement l'épidémie de peste noire) en se basant sur la fin du récit représentant la « Mort Rouge » dans la pièce noire. Enfin, il a également été suggéré que la Mort Rouge n'est pas une maladie mais quelque chose qui est partagé de façon inhérente par toute l'humanité.

## Adaptations et influences de la nouvelle

### Adaptations cinématographiques

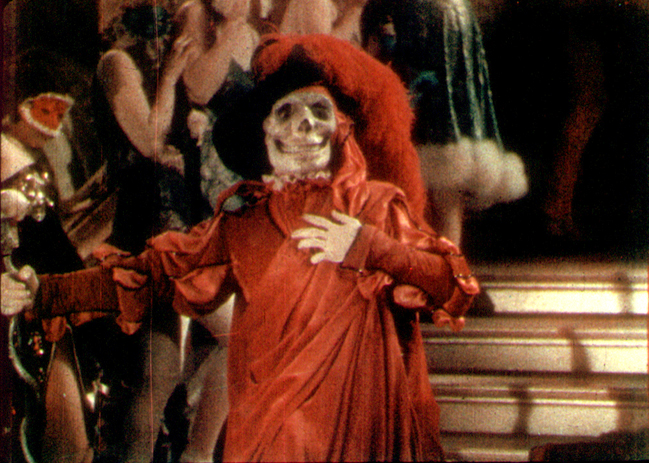
Le Fantôme de l'Opéra costumé en Mort Rouge dans le film de 1925.

- 1964 : Le Masque de la mort rouge (The Masque of the Red Death), film de Roger Corman.
- 1975 : Le masque de la mort rouge (赤死病の仮面), film inachevé de Akira Kurosawa, le film n'a jamais dépassé le stade de la pré-production, mais en 2020, une exposition au Kokuritsu Eiga Ākaibu (Archives nationales du film du Japon) à Tokyo présentera les travaux préliminaires, story-board et design de costume prévu par Kurosawa.
- 1989 : Le Masque de la mort rouge (Masque of the Red Death), film de Larry Brand.
- 2005 : Le Masque de la mort rouge, dessin animé de Jean Monset et Timothy Hannem.
- De plus, plusieurs adaptations du Fantôme de l'Opéra (celles de 1925, 1989 et 2004, ainsi que la comédie musicale de 1986) présente le fantôme dans un costume de la Mort Rouge.
- Fritz Lang s'est inspiré de la nouvelle pour créer le scénario de La Peste à Florence (1919).
- Mike Flanagan fait plusieurs références a la nouvelle dans sa série La Chute de la Maison Usher (2023).

### Influences littéraires
- Dans  Le Fantôme de l'Opéra (1911), roman de Gaston Leroux, Erik le fantôme se déguise en Mort rouge à l'occasion d'un bal costumé, affichant au grand jour son visage de lépreux à l'insu des invités, qui s'ébahissent devant le réalisme de son soi-disant masque.
- Stephen King fait quelques références à la nouvelle dans son roman Shining, l'enfant lumière (1977).
- L'histoire est évoquée dans un passage du roman de Tom Wolfe, Le Bûcher des vanités (1987).
- Dans les romans de Terry Pratchett, Le Huitième Sortilège (1986) et Masquarade (1995), le personnage de La Mort fait référence au récit.
- Neil Gaiman mentionne brièvement l'histoire dans son roman Neverwhere (1996), et la première histoire de Nuits éternelles (2003) a été influencée par la nouvelle.
- Le dernier chapitre du roman Le Corps et le sang d’Eymerich (1999), de Valerio Evangelisti, porte le même titre que la nouvelle et reprend son intrigue.
- À l'estomac (2005), roman de Chuck Palahniuk, commence par une citation du récit de Poe.
- Une scène centrale du roman Terreur (2007) de Dan Simmons fait directement allusion à la nouvelle.
- Dans Chroniques martiennes (1950), Ray Bradbury fait allusion à la Mort Rouge dans Usher II : à la fin de la nouvelle, la Mort Rouge apparaît après qu'aient retenti les douze coups de minuit dans les sept pièces de la Maison Usher.

### Adaptations musicales
La nouvelle a inspiré plusieurs œuvres musicales dont :
- Un ballet de Joseph Holbrooke (1913).
- Le Conte fantastique d'André Caplet, pour harpe et quatuor à cordes (1923).
- Un ballet de Cyril Scott (1930).
- Masque of The Red Death, chanson du groupe Stormwitch qui fait partie de leur album Tales of Terror (1985).
- Masque of the Red Death, chanson du groupe Manilla Road qui fait partie de leur album Mystification (1987).
- Masque of the Red Death, chanson du groupe Crimson Glory qui fait partie de leur album Transcendence (1988).
- Masque of the Red Death, instrumental du guitariste Michael Romeo qui fait partie de son album The Dark Chapter (1994).
- Mask of the Red Death, chanson du groupe Samael qui fait partie de leur album Ceremony Of Opposites (1994).
- Lettera al futuro, chanson d'Eros Ramazzotti qui fait partie de son album Dove c'è musica (1996).
- And When He Falleth chanson du groupe Theatre of Tragedy qui fait partie de leur album Velvet Darkness They Fear (1996).
- The Red Death, chanson du groupe Thrice qui fait partie de leur album The Illusion of Safety (2002).
- Masque of the Red Death, chanson du groupe Nox Arcana qui fait partie de leur album Shadow of the Raven (2007).
- Le Fantôme du Château, ballet de Igor Piovano et Kathryn Bradney (2008).
- The Red Death Bal, chanson de Hana Pestle qui fait partie de son album This Way (2009).
- Beneath The Mask, chanson du groupe Bell Witch qui fait partie de leur album Longing (2012), utilise un sample du film de Roger Corman (1964).
- Le Masque de la Mort Rouge, concept album de Corvus Corax (groupe) (2021), avec une lecture du texte de la nouvelle par Alan Simon.

### Autres médias
- Le jeu vidéo Under a Killing Moon (1994) comprend des interludes dans lesquels l'acteur James Earl Jones lit des passages de la nouvelle.
- Un décor de campagne du jeu de rôle Donjons et Dragons s'intitule The Masque of the Red Death and other tales (1994). À l'origine simple extension de son homologue Ravenloft, il met en scène notre monde dans les années 1890 et s'inscrit dans le genre de la fantasy urbaine : de nombreux êtres surnaturels (mages, vampires, zombies, rakshasas...) au service d'une entité maléfique (la "Mort Rouge" du titre) vivent à l'écart de notre société et planifient sa chute. Le tout est inspiré d'auteurs comme Conan Doyle, Stoker, Shelley, Poe ou encore Lovecraft.
- La Trilogie de la Mort Rouge (écrite par Robert Weinberg en 1995), se situant dans l'univers de jeu de rôle du Monde des ténèbres reprend volontairement le titre en hommage à Poe.
- Un roman graphique de Wendy Pini, Masque of the Red Death (2007), est une adaptation futuriste de la nouvelle.
- Dans le jeu de rôle Warhammer, l'intrigue du récit a été transposé dans la ville de Moussillon, en Bretonnie.
- Dans un des comics relié au jeu Overwatch, jouant sur la référence de la nouvelle, l'un des personnages, Faucheur, porte le costume de la Mort Rouge.
- Dans le jeu vidéo Persona 5 la chanson Beneath the mask fait référence à Edgar Allan Poe et à son livre le Masque de la mort rouge.
- Pour sa collection Automne-Hiver 2020-2021, le directeur artistique de la maison italienne Marni, Francesco Risso, s'inspira du Prince Prospero et de la nouvelle Le Masque de la Mort rouge pour son défilé[13].